# Zalaapáti
Zalaapáti là một thị trấn thuộc hạt Zala, Hungary. Thị trấn này có diện tích 23,42 km², dân số năm 2010 là 1665 người, mật độ 71 người/km².